# Tallija Confital
Tallija Confital (auch nur: Confital) ist eine Ortschaft im Departamento Cochabamba im südamerikanischen Anden-Staat Bolivien.

## Lage im Nahraum
Tallija Confital ist eine Ortschaft im Kanton Challa im Municipio Tapacarí in der Provinz Tapacarí. Es liegt auf einer Höhe von 4333 m auf einem Bergrücken östlich des Río Mujlli, eines Zuflusses zum Río Tacopaya, einem der Quellflüsse des bolivianischen Río Grande. Bei Tallija Confital entspringt auch der Río Tallija, der von hier aus in nördlicher Richtung fließt und über den Río Leque, den Río Ayopaya und den Río Sacambaya zum Río Cotacajes wird, der sich flussabwärts mit dem Río Santa Elena zum Río Alto Beni vereinigt.

## Geographie
Tallija Confital liegt westlich des bolivianischen Altiplano in den östlichen Ausläufern der Serranía de Sicasica. Das Klima ist ein typisches Tageszeitenklima, bei dem die täglichen Temperaturschwankungen höher ausfallen als die jahreszeitlichen Schwankungen.
Die mittlere Durchschnittstemperatur der Region liegt bei etwa 6 °C (siehe Klimadiagramm Japo) und schwankt nur unwesentlich zwischen 2 °C im Juni und Juli und gut 8 °C im November und Dezember. Der Jahresniederschlag beträgt etwa 650 mm, bei einer ausgeprägten Trockenzeit von Mai bis August mit Monatsniederschlägen unter 10 mm, und einer Feuchtezeit von Dezember bis Februar mit bis zu 155 mm Monatsniederschlag.

## Verkehrsnetz
Tallija Confital liegt in einer Entfernung von 119 Straßenkilometern südwestlich von Cochabamba, der Hauptstadt des Departamentos.
Von Cochabamba aus führt in westlicher Richtung die asphaltierte Nationalstraße Ruta 4 über die Städte Quillacollo und Parotani in das karge Bergland der Serranía de Sicasica und weiter über Challa Grande nach Tallija Confital. Westlich von Tallija Confital verläuft die Straße weiter nach Lequepalca und Caracollo, wo sie auf die Ruta 1 stößt, die den Altiplano von Norden nach Süden durchquert und Verbindungen nach La Paz, Oruro und Potosí herstellt.

## Bevölkerung
Die Einwohnerzahl der Ortschaft ist im vergangenen Jahrzehnt auf fast das Doppelte angestiegen:
| Jahr | Einwohner         | Quelle       |
| ---- | ----------------- | ------------ |
| 1992 | keine Detaildaten | Volkszählung |
| 2001 | 256               | Volkszählung |
| 2010 | 475               | Volkszählung |
| 2024 |                   | Volkszählung |

Die Region weist einen hohen Anteil an Quechua-Bevölkerung auf, in dem Municipio Tapacarí sprechen 75,5 Prozent der Bevölkerung die Quechua-Sprache.